# Duinrell
Duinrell est un parc d'attractions et un parc aquatique, situé à Wassenaar, aux Pays-Bas. Le parc aquatique se nomme Tikibad.

## Fréquentation
En 2010, Duinrell est le troisième parc néerlandais quant à la fréquentation. Le parc d'attractions et le parc aquatique reçoivent 1,3 million de visiteurs, derrière les 4 millions d'Efteling et les 1,5 million de visiteurs de Attractiepark Slagharen. Ils sont 1,377 million en 2014.
Duinrell et Tikibad reçoivent 1,4 million de personnes en 2017, 1,39 million en 2018 et 1,32 million en 2019.

## Le parc d'attractions

### Montagnes russes

#### Actuelles
| Nom           | Type                             | Constructeur | Année |
| ------------- | -------------------------------- | ------------ | ----- |
| Falcon        | Euro-Fighter                     | Gerstlauer   | 2009  |
| Kikker-8-Baan | Montagnes russes en métal junior | Zierer       | 1985  |
| Dragon Fly    | Montagnes russes en métal        | Gerstlauer   | 2012  |

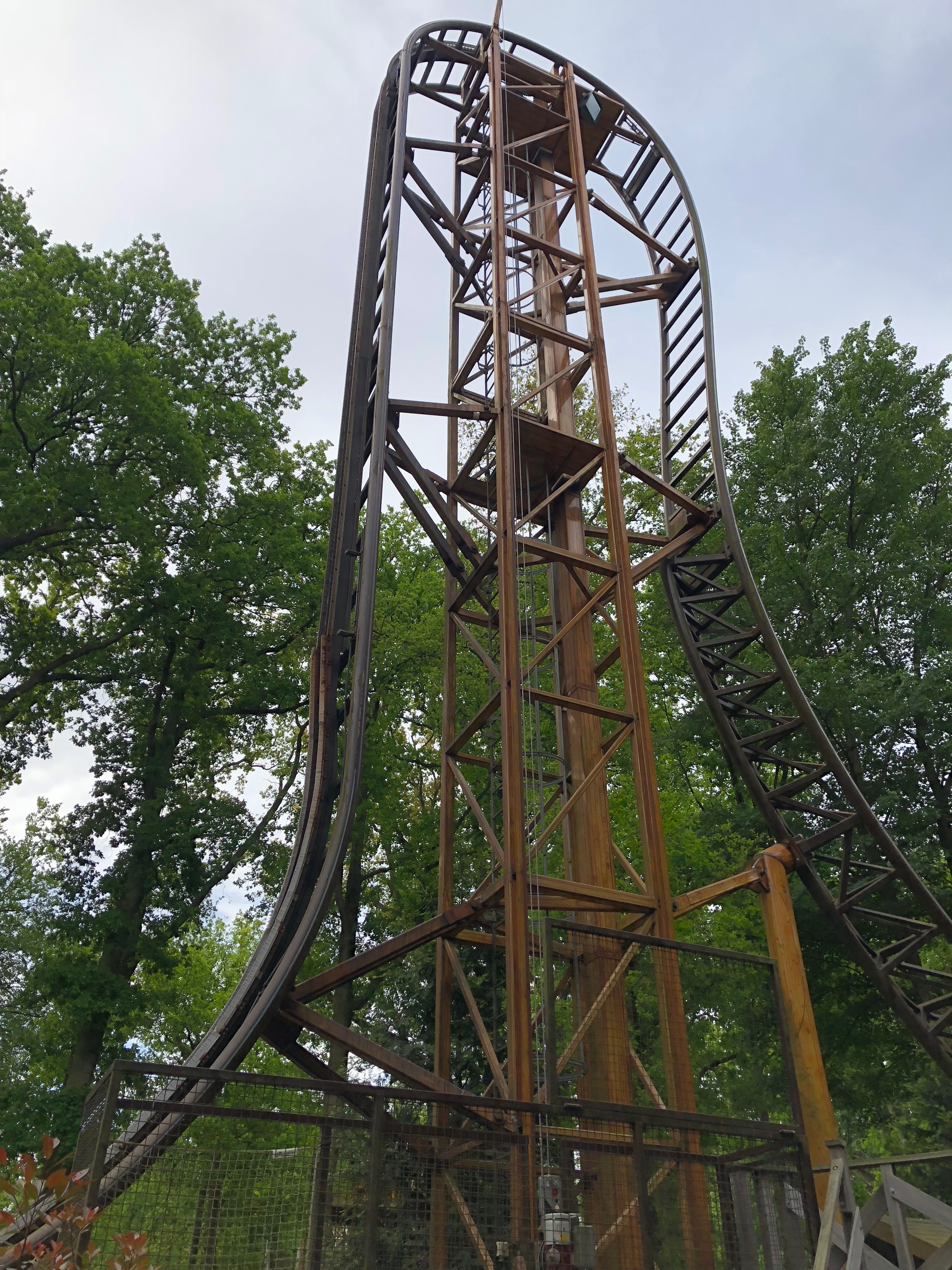
Falcon
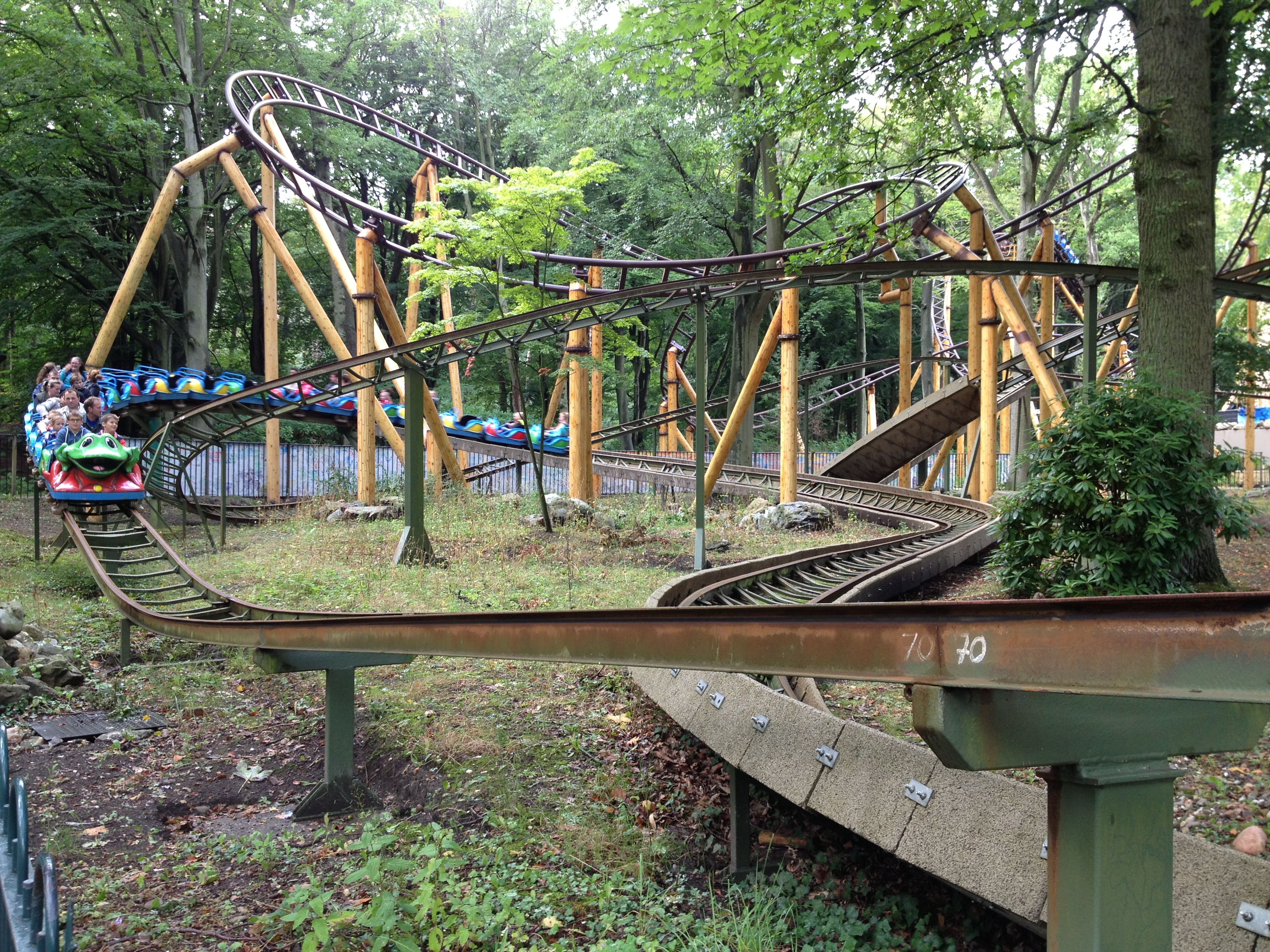
Kikker-8-Baan
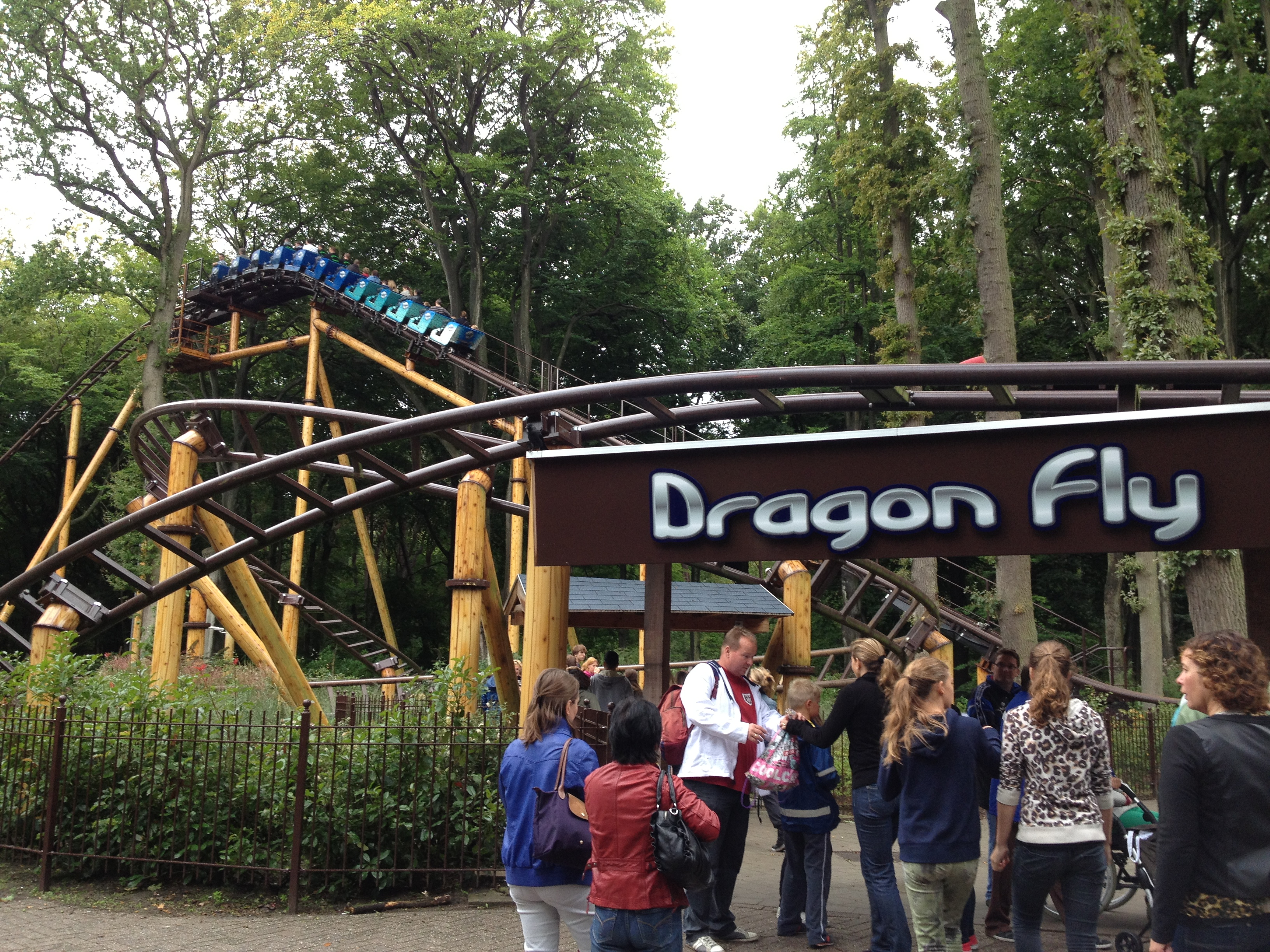
Dragon Fly

#### Disparues
| Nom      | Type/ Modèle                           | Constructeur | Ouverture | Fermeture |
| -------- | -------------------------------------- | ------------ | --------- | --------- |
| Batflyer | Montagnes russes à véhicules suspendus | Caripro      | 1997      | 2002      |

### Les attractions aquatiques
- Aquashute - Toboggan aquatique, Van Egdom (1990)
- Botsbootjes - Bateaux tamponneurs
- Splash - Shoot the Chute, Hopkins Rides (1992)

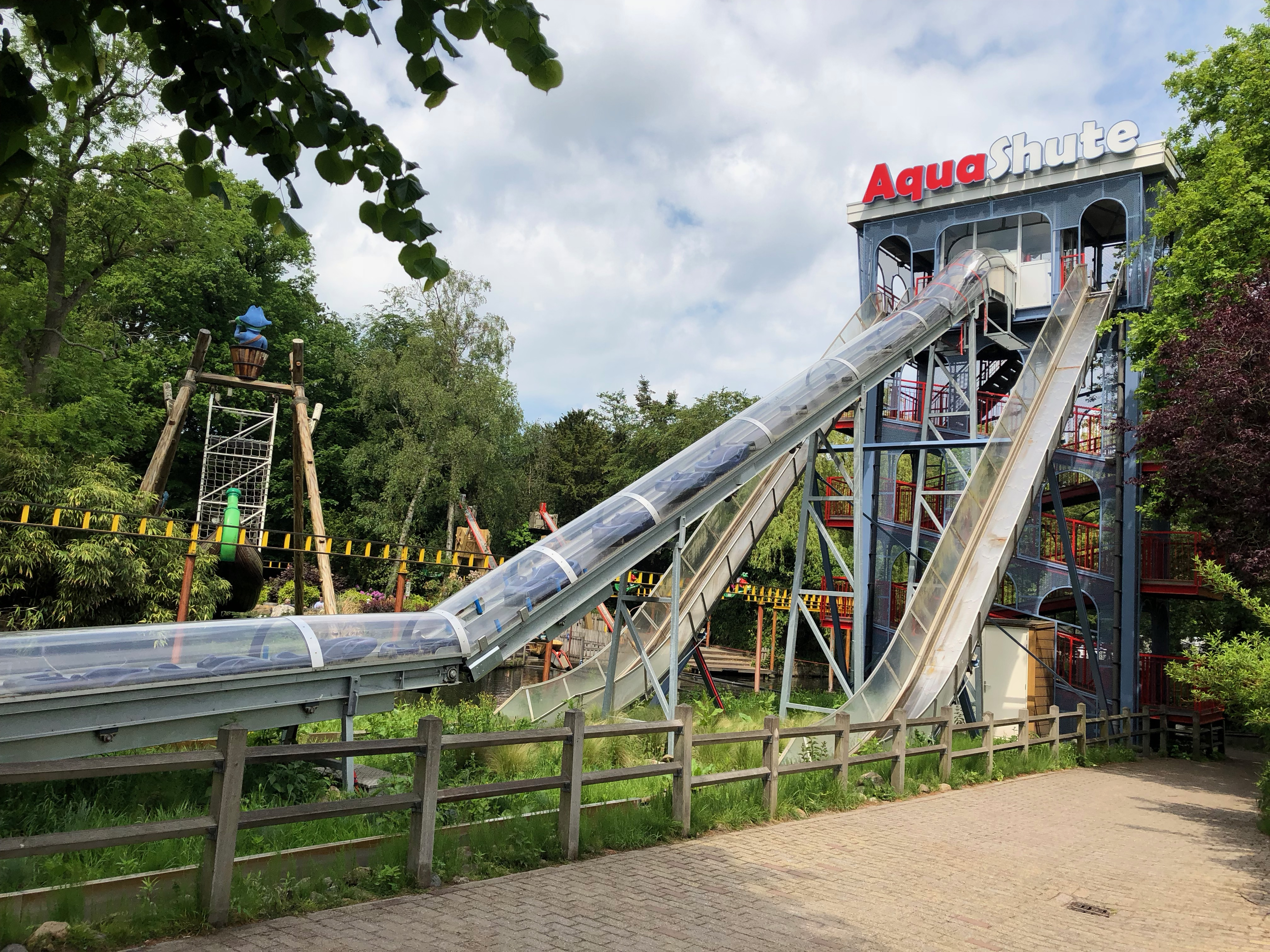
Aqua shute
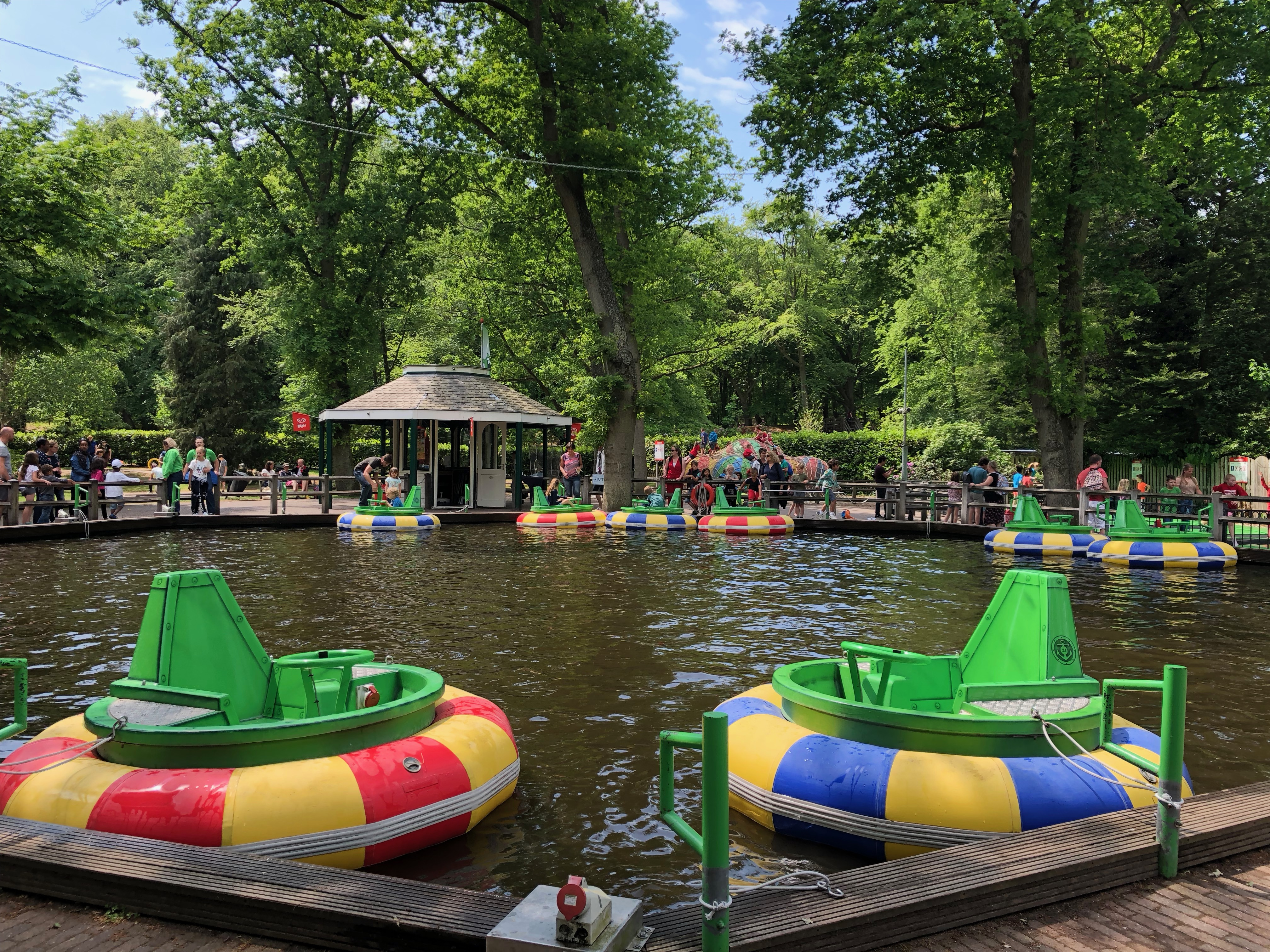
Bosbootjes
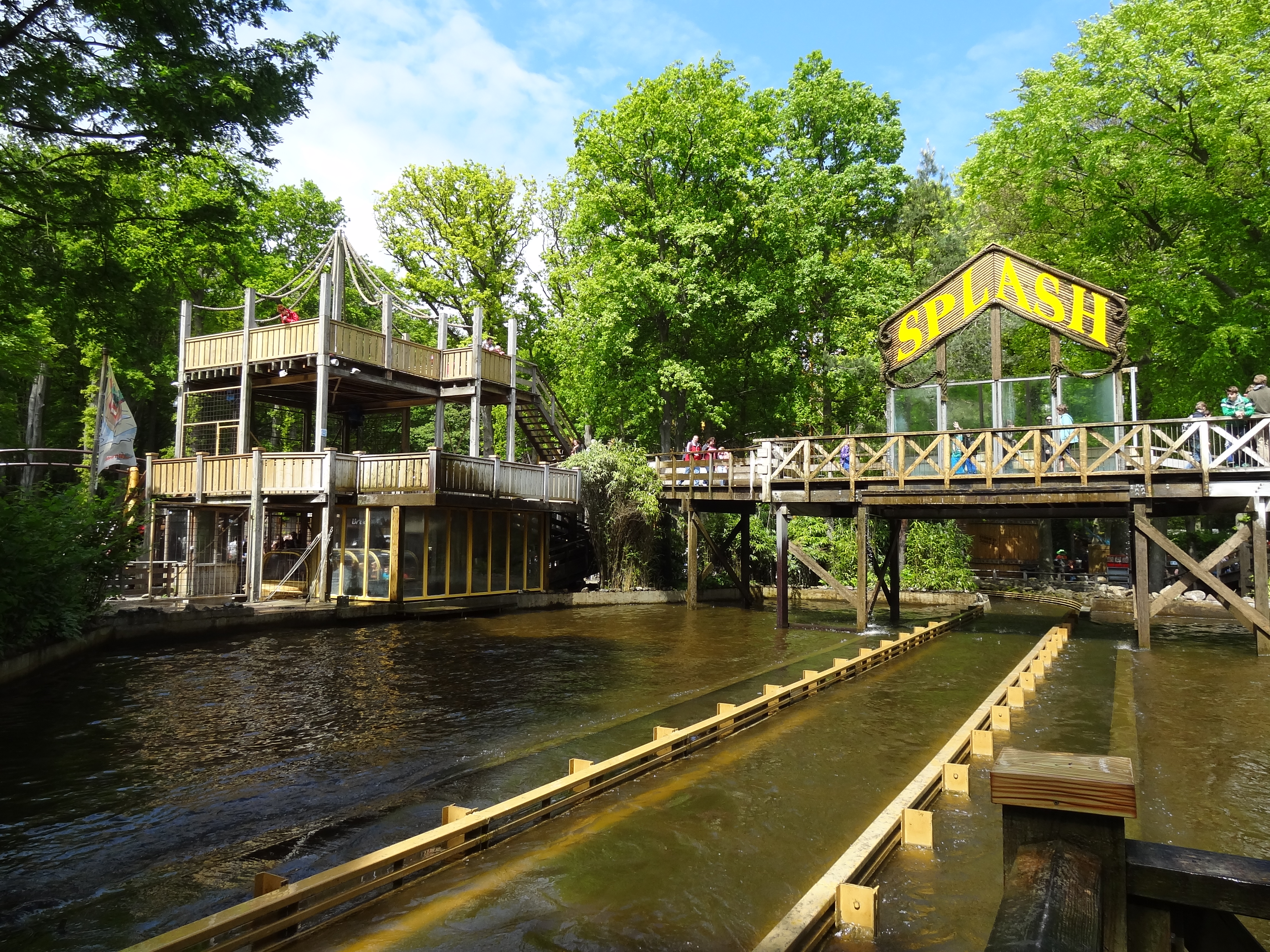
Splash

### Les autres attractions
- Aquaswing - Chaises volantes, Zierer (1989)
- Bumperfrogs - Autos tamponneuses, Reverchon Industries (1993)
- Eeuwig Brandende Kaars - Tour, Sunkid Heege (2004)
- Katapult - Nautic Jet, Sunkid Heege (1999)
- Kikkerrad - Grande roue, Zierer (1992)
- Locomotion - Train pour enfants, Zamperla (2000)
- Mad mill - Frisbee, Huss Rides (2001)
- Mini trein - Train panoramique junior
- Monorail - Monorail, Zierer
- Nostalgisches karussell - Carrousel
- Rick's fun factory - plaine de jeux intérieure
- Rodelbaan - Luge d'été, Wiegand (1984)
- Shadow house - Maison présentant des illusions optiques
- Ship Ahoi - Bateau à bascule, Metallbau Emmeln (2004)
- Wellenrutsche - Toboggan
- Waterspin - Top Spin, Huss Rides (1996)

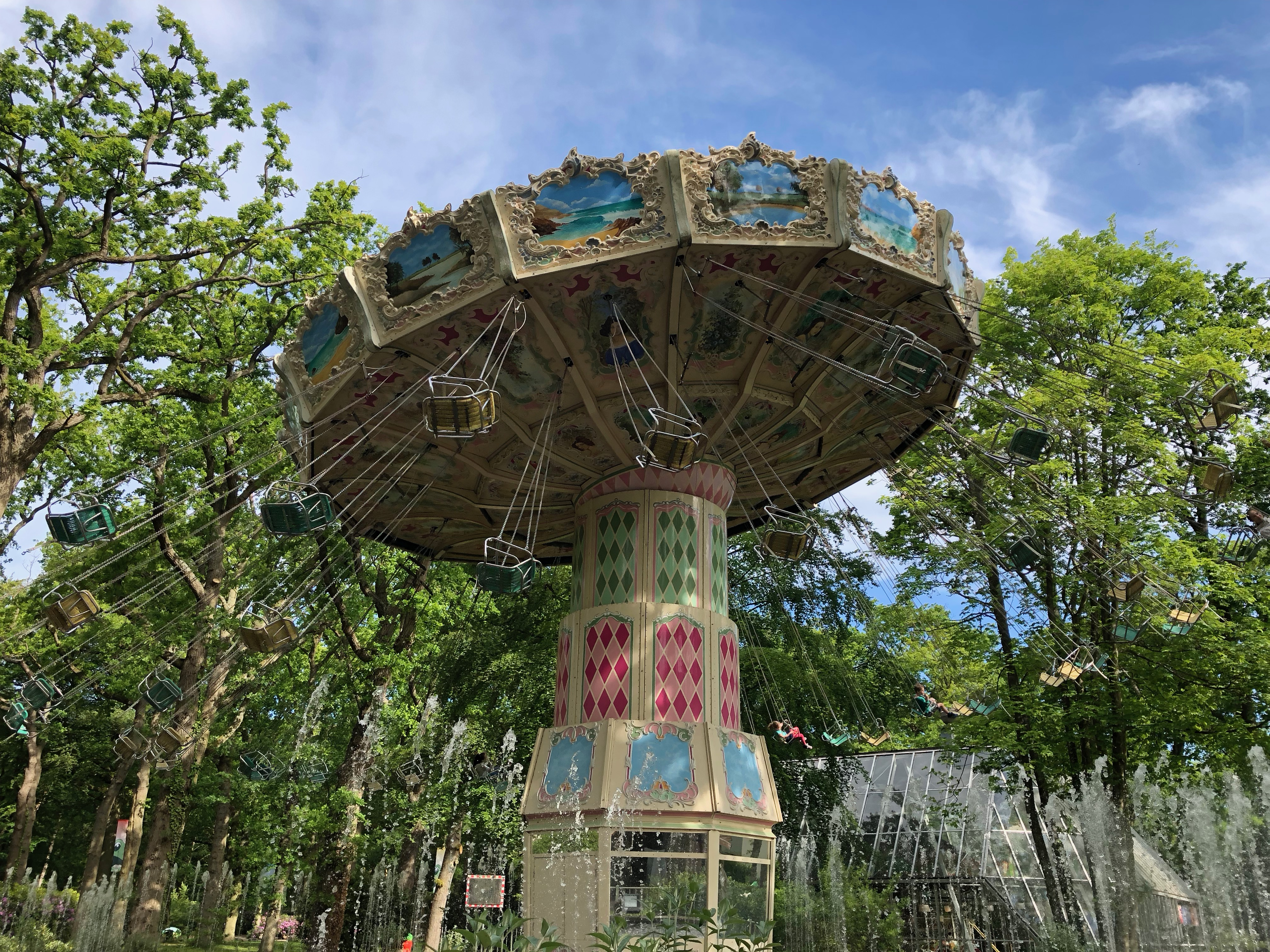
Wild wings - Sky Fly, Gerstlauer (2016)  - Aqua Swing
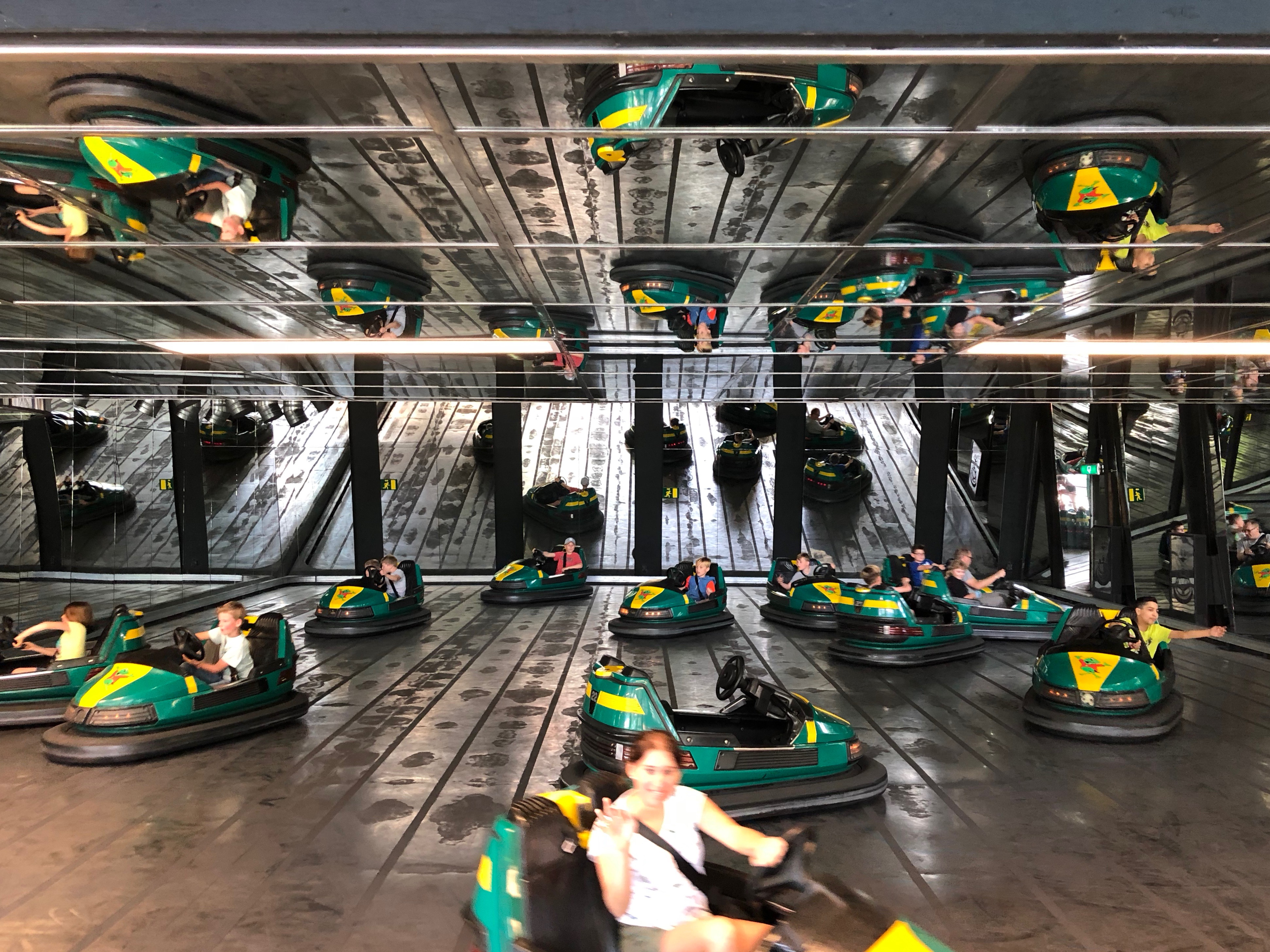
Bumperfrogs
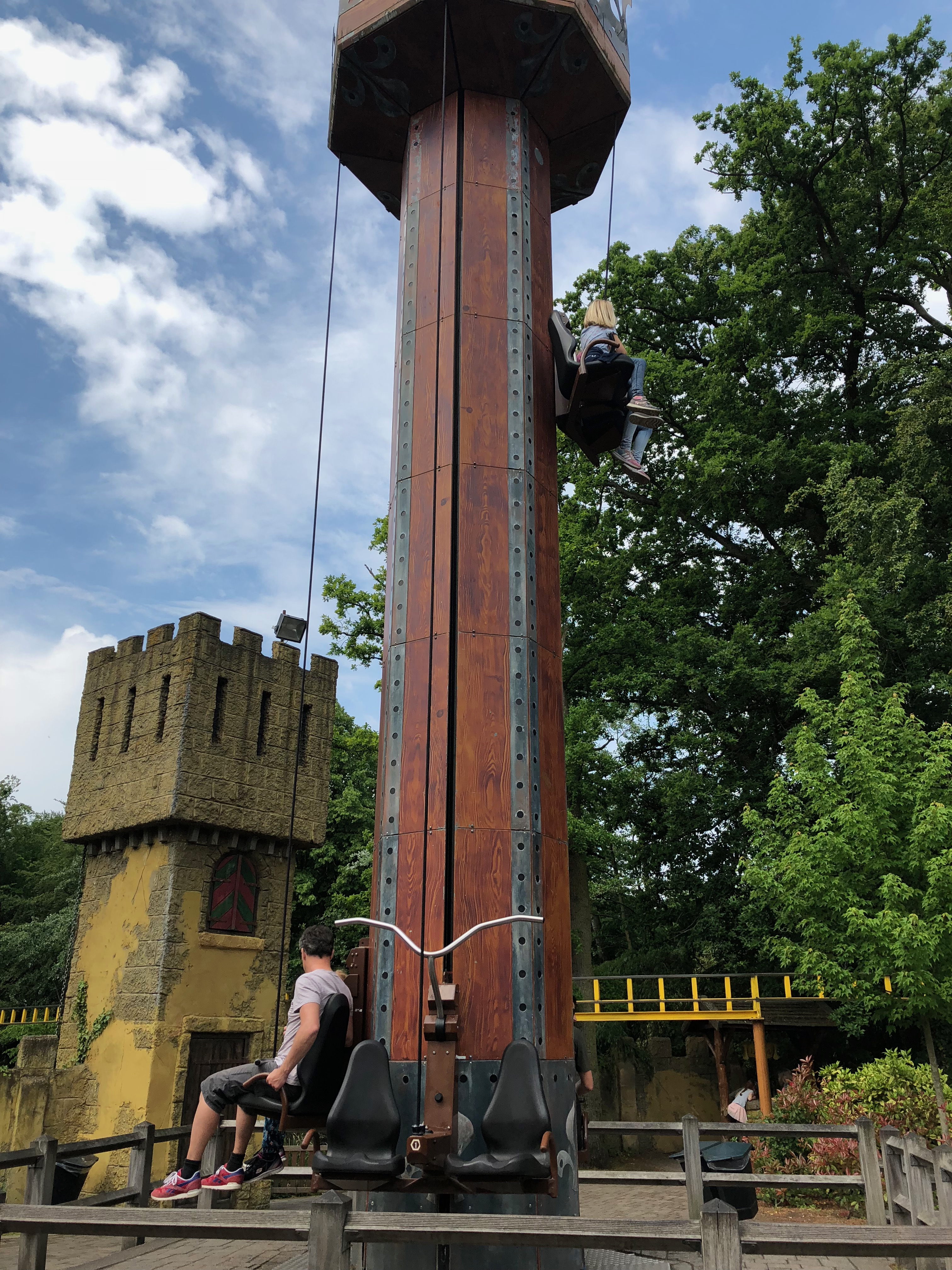
Eeuwig brandende kaars
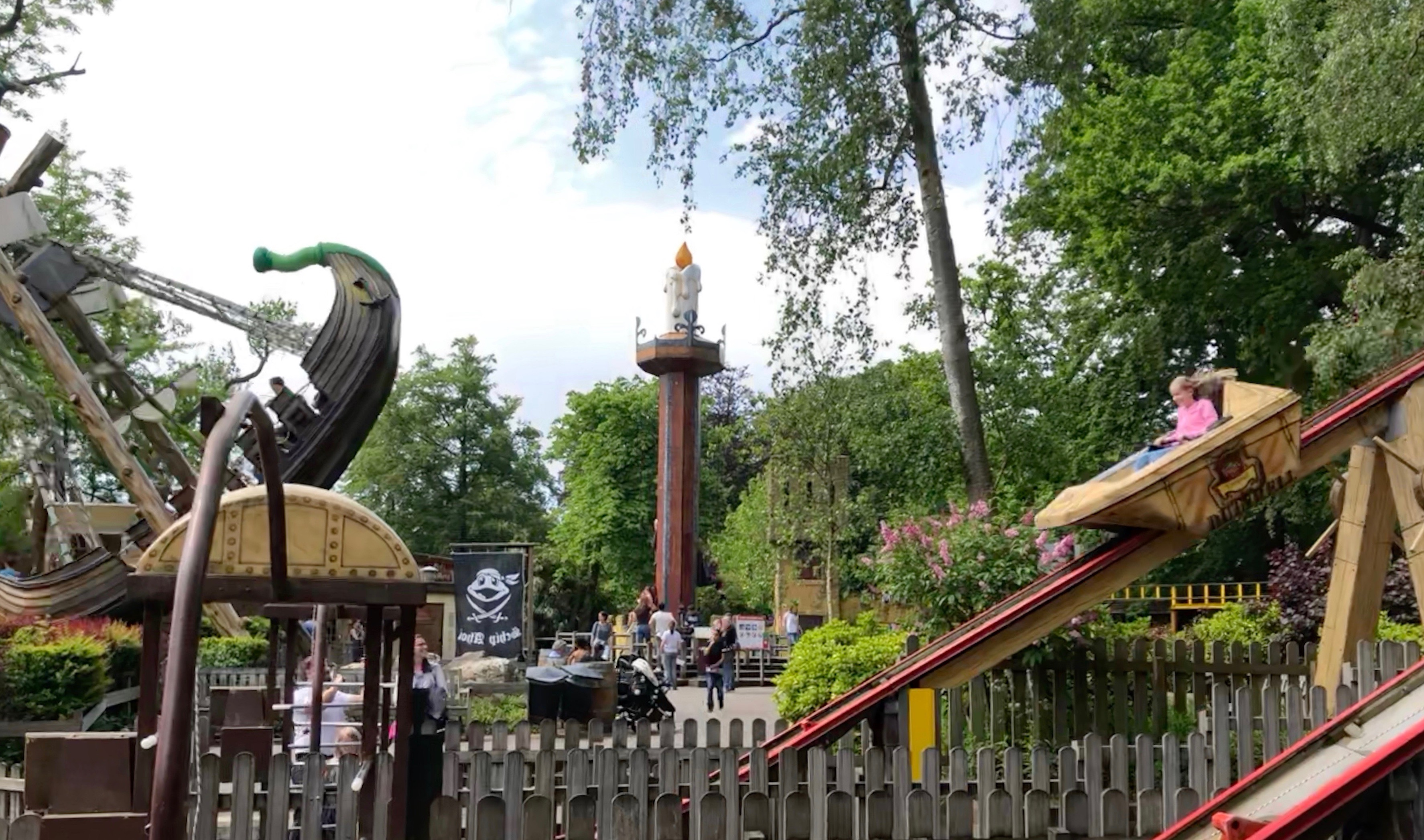
Katapult
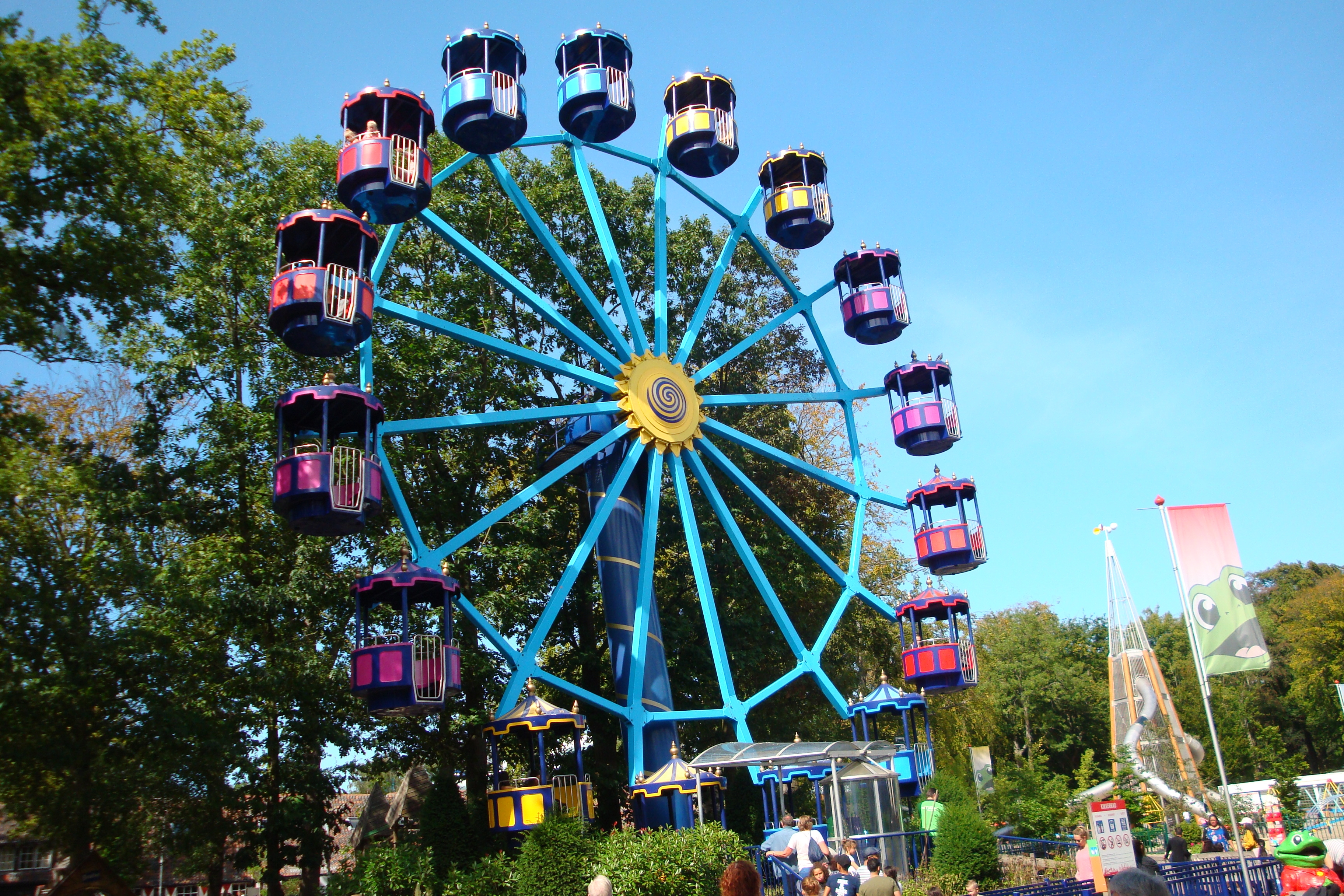
Kikkerrad
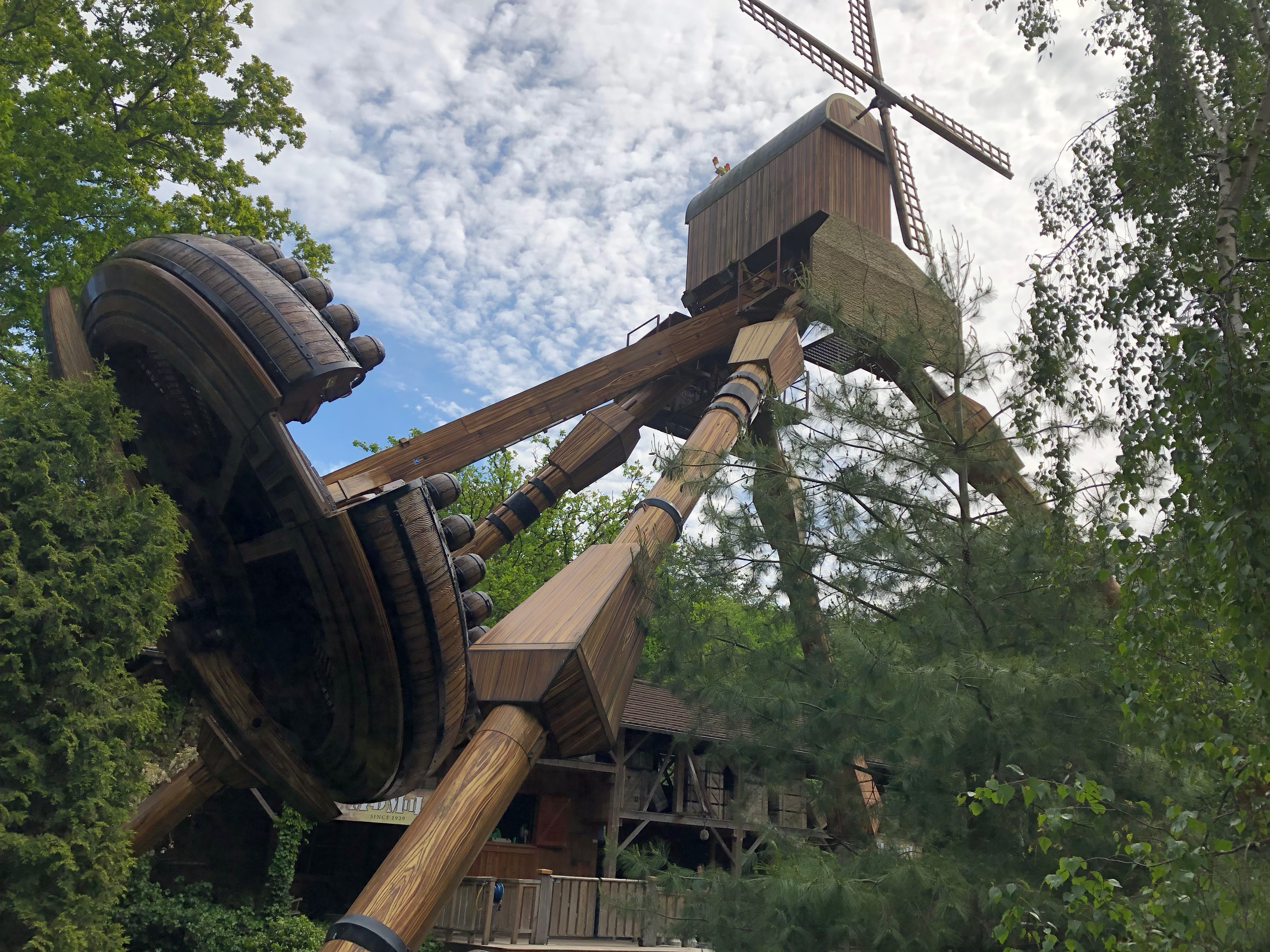
Mad Mill
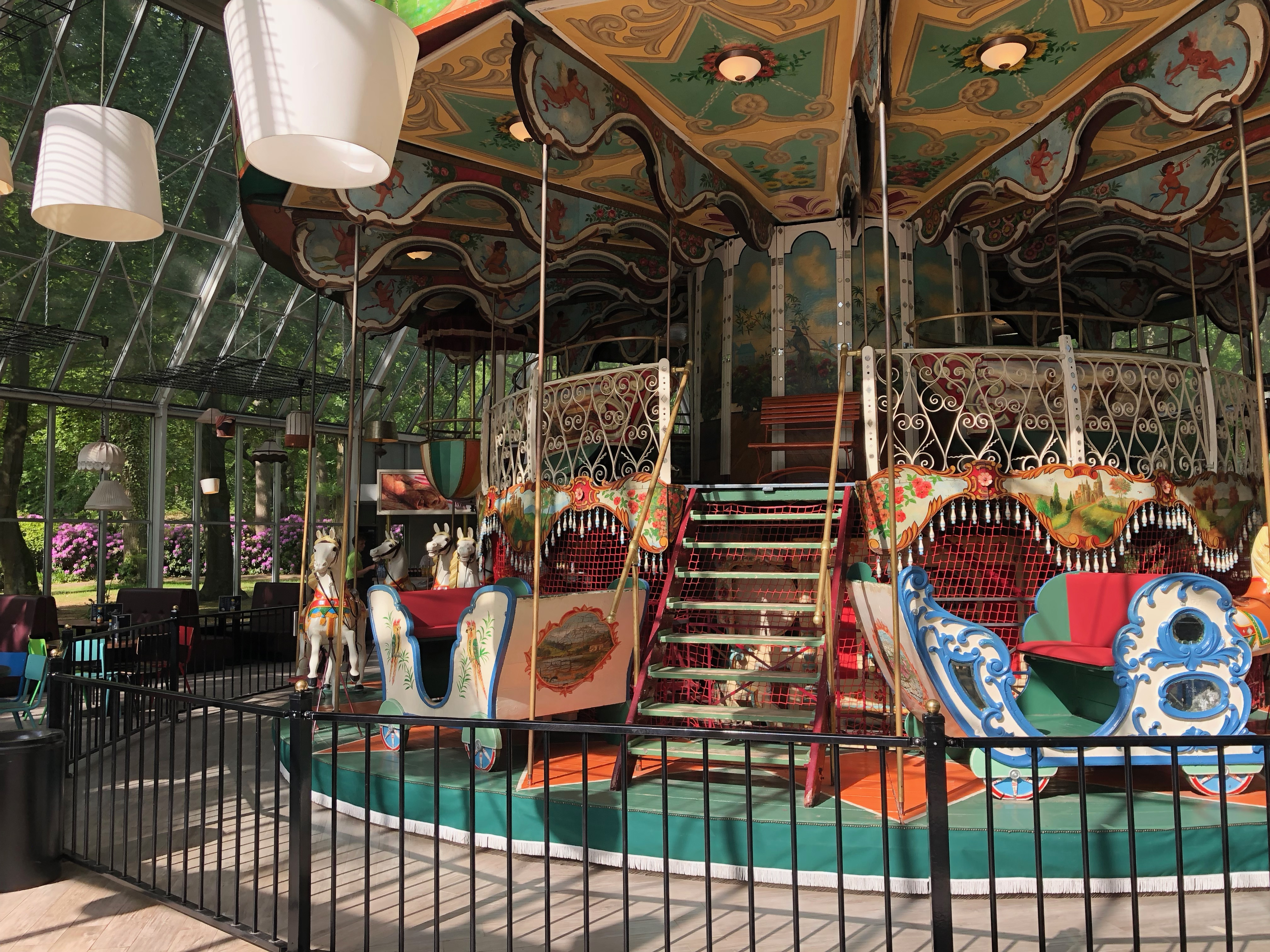
Notalgisches karussell
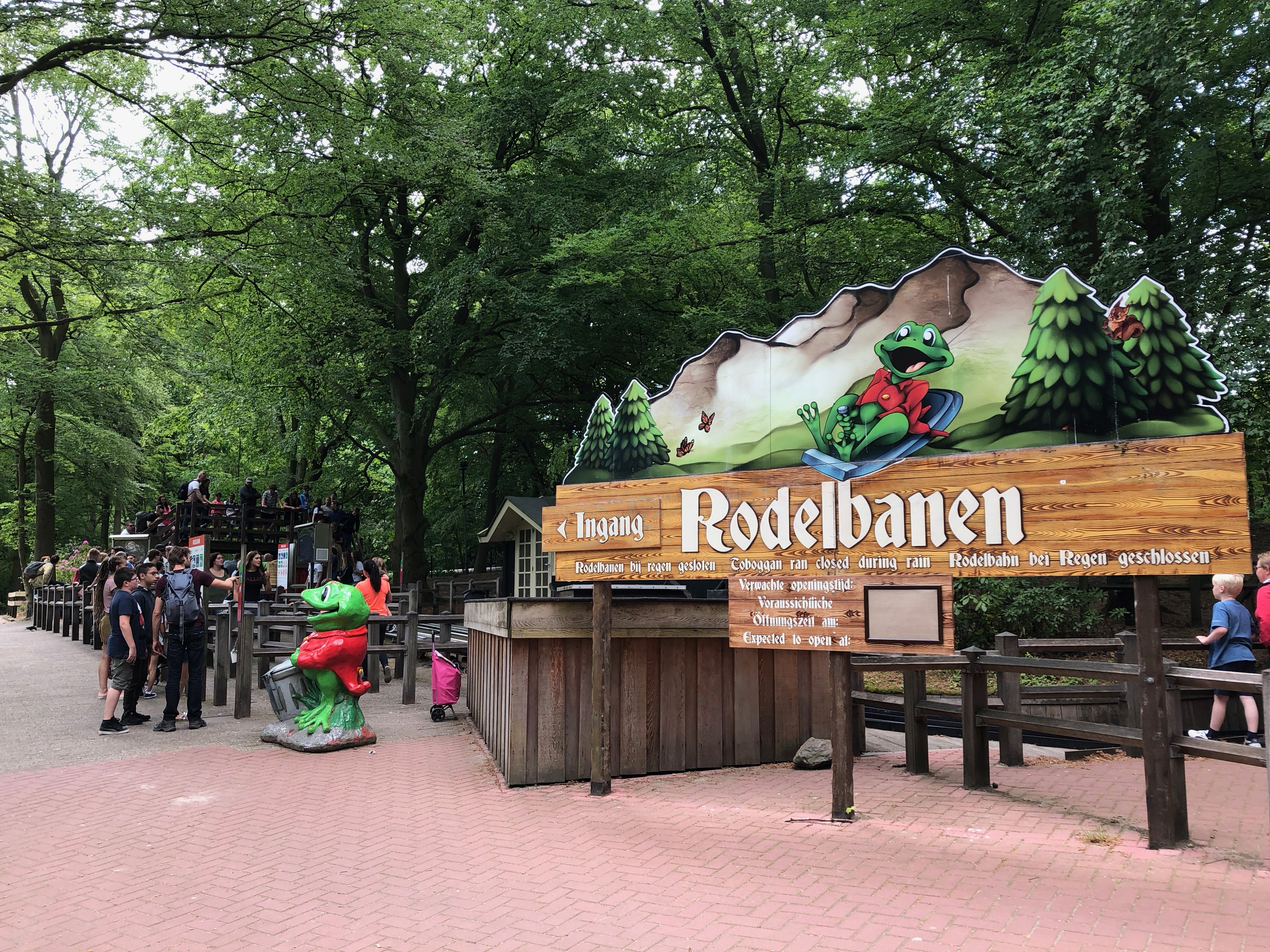
Rodelbaan
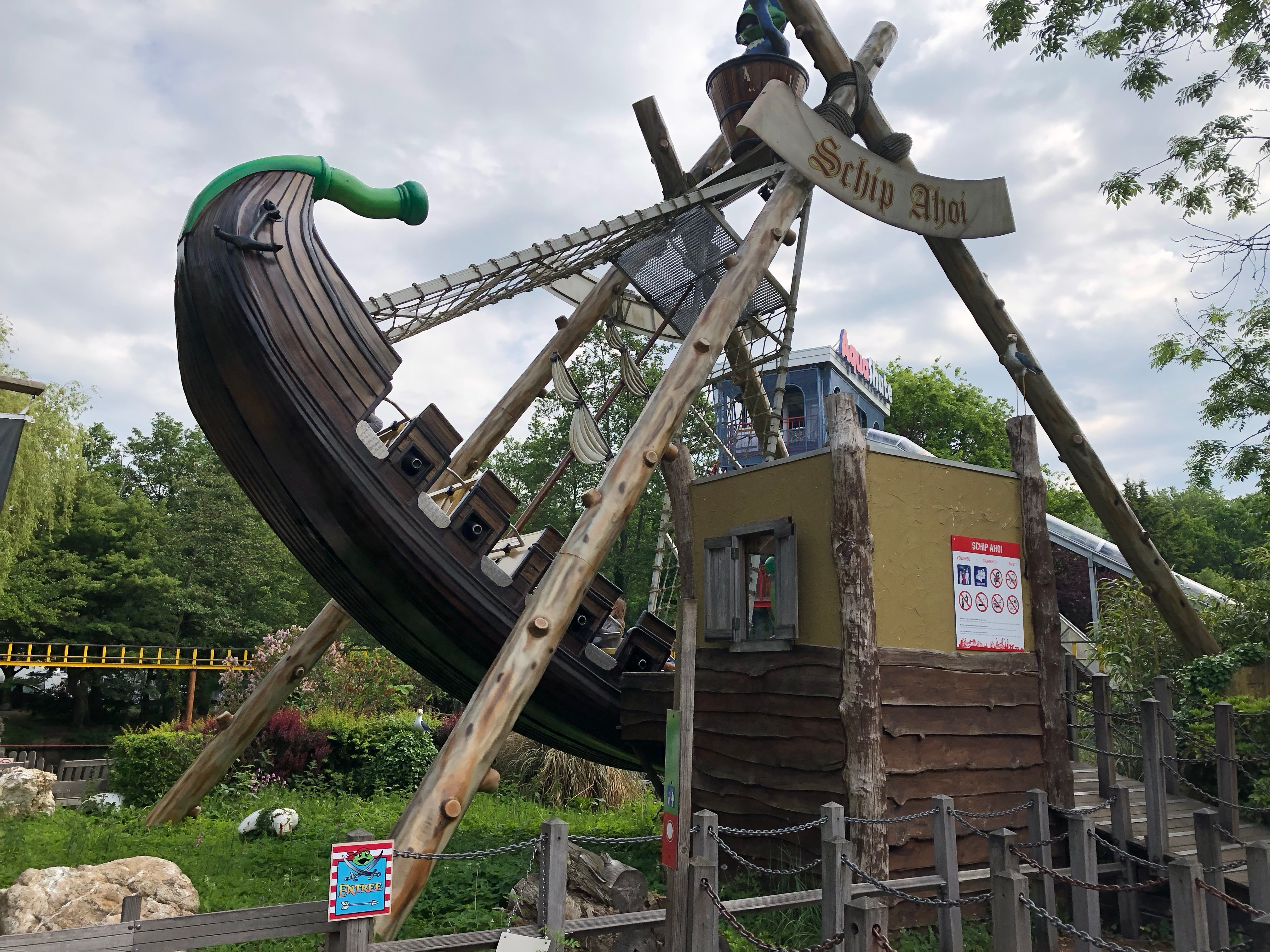
Ship Ahoi
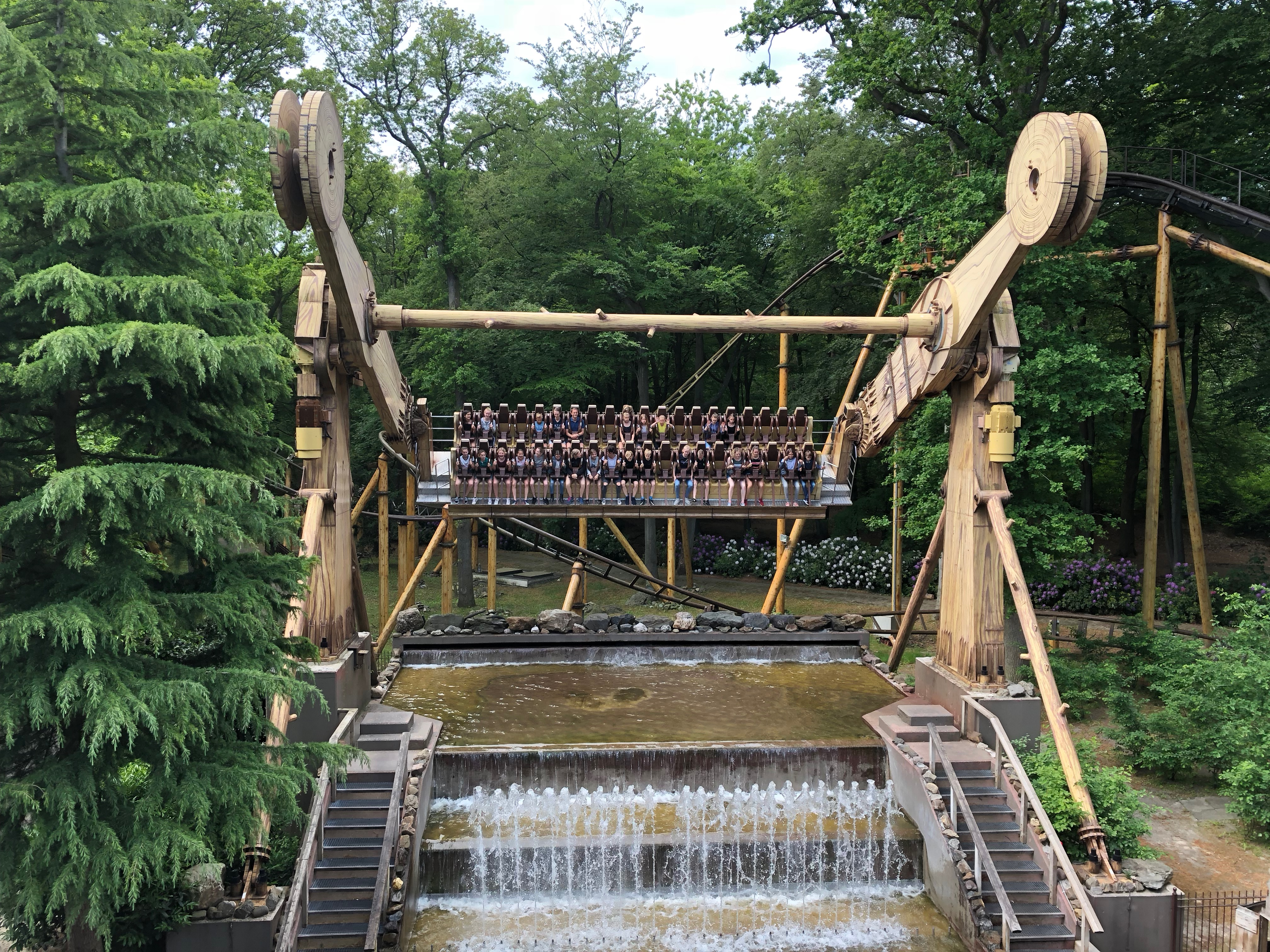
Waterspin
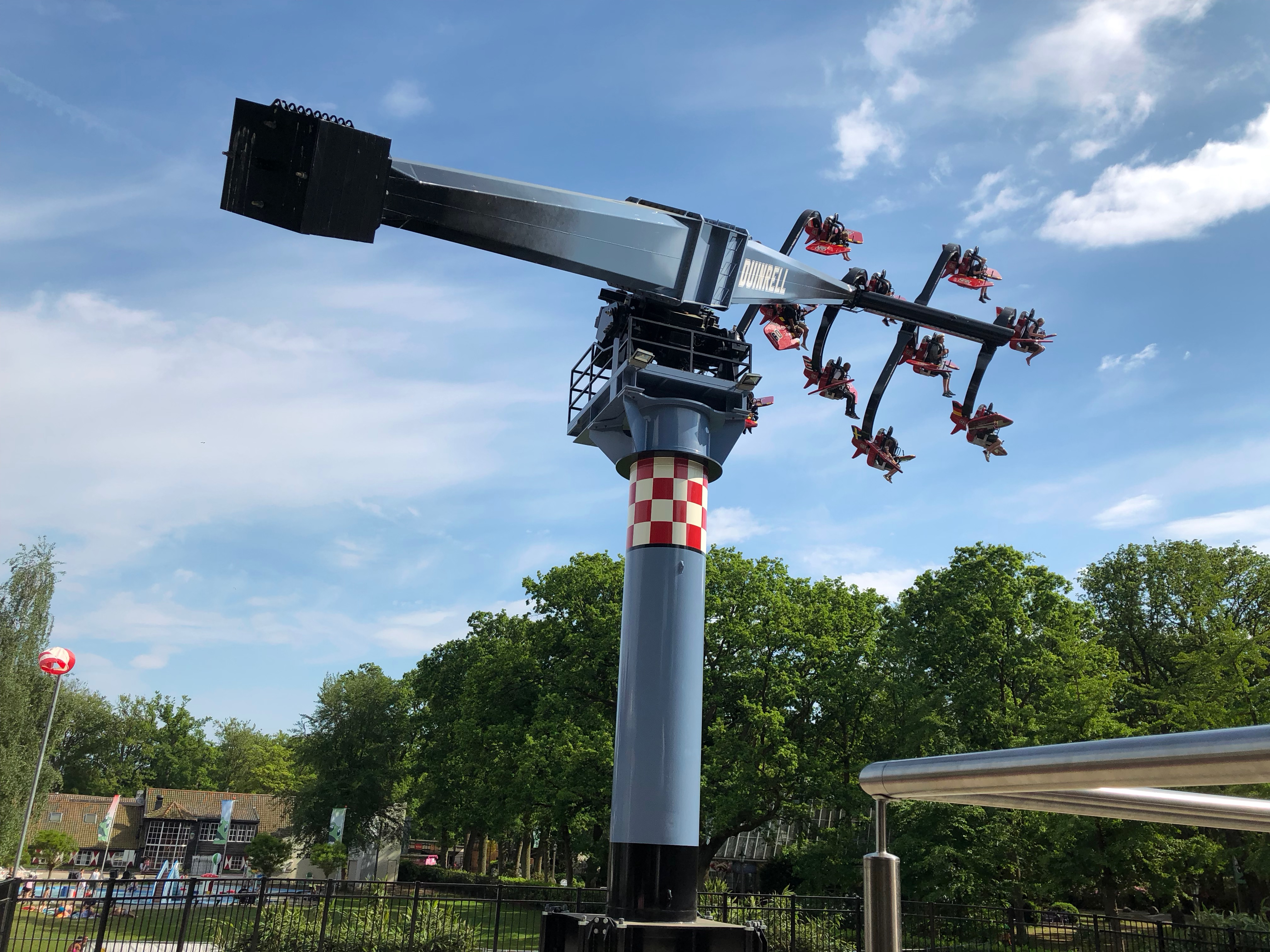
Wild wings
  - Bumperfrogs
  - Eeuwig brandende kaars
  - Katapult
  - Kikkerrad
  - Mad Mill
  - Notalgisches karussell
  - Rodelbaan 
  - Ship Ahoi
  - Waterspin
  - Wild wings

## Le parc aquatique

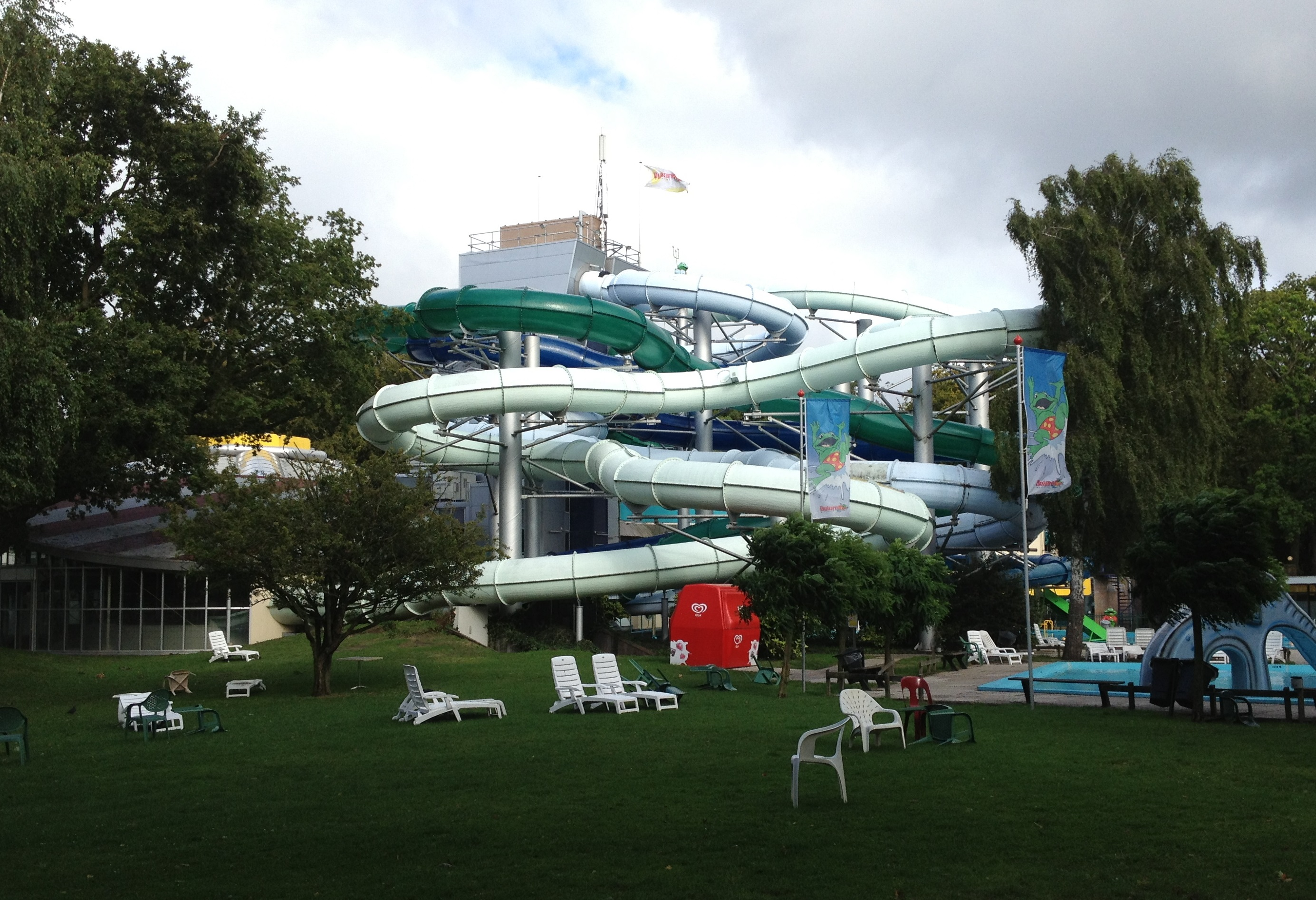
Tikibad

Le parc ouvre un complexe aquatique couvert du nom de Tikibad en 1984 afin de développer les attractions aquatiques.
- Blits
- Cannon Ball
- Crazy Ride and Superslide
- Cycloon
- Flits
- Moonlight
- Pelican Dive
- Starfright
- Tornado
- Lazy river